# Cryptomelaena
Cryptomelaena là một chi bướm đêm thuộc phân họ Tortricinae của họ Tortricidae.

## Các loài
- Cryptomelaena dynastes Diakonoff, 1983